# Gaspar de Verlit
Gaspar [de] Verlit ou Verlith, baptisé à Mons le 22 mai 1622 et décédé à Bruxelles le 19 décembre 1682, est un compositeur baroque brabançon.

## Biographie
Vers 1633, il fut enfant de chœur de la chapelle de la cour de Bruxelles avant d'y devenir chanteur, fonction qu’il remplit encore en 1641. En 1645, il s'inscrivit à l'université de Louvain. En 1649 ou en 1650, il devint maître de chant de l'église Saint-Nicolas de Bruxelles, et y resta sans doute jusqu'en 1664. Il occupa le même poste à l'église Saint-Géry de 1668 à 1669. En outre, il fut maître de chant de la collégiale Saint-Vincent de Soignies.
Il était chapelain d'autel de la chapelle de la cour dès 1658, ou même avant cette date, car c’est en cette année que, voulant obtenir pour ses bons et loyaux services quelques gratifications du gouverneur, il se fit délivrer deux certificats qui témoignent de son talent et de sa moralité ; il occupait encore sa position en 1679.

## Œuvre
Un des quatre ouvrages consacrés à la musique sacrée que l'on connaît de lui est incomplet. La collection de cantiones natalitiæ fut publiée en 1660 ; des chants de Noël semblables, en latin et en néerlandais, furent mis en musique par les compositeurs bruxellois Ioannes Florentius a Kempis, organiste de l'église Notre-Dame de la Chapelle à Bruxelles, dont le recueil avait été publié en 1657, et Guillielmus Borremans, maître de chant de l'église Saint-Géry, dont les chants de Noël parurent, comme ceux de Verlit, en 1660.
Après la parution de cette collection de chants de Noël, Verlit publia encore deux volumes de messes et de motets à Anvers. Dans le premier volume, le contraste entre des groupes vocaux soliste et ripieno donne lieu à quelques effets agréables. Les nombreuses fois que son nom apparaît dans les inventaires portent témoignage du succès que connut la musique de ce compositeur aux XVIIe et XVIIIe siècles.

## Ressources

### Ouvrages
- Cantiones natalitiæ, à quatre et cinq voix/instruments, basse continue (Anvers, 1660)
- Missæ et motetta nec non quatuor antiphonæ B. Nec et non motetta Missæ quartet Antiphonæ B. Mariæ Virginis, de quatre à six voix, deux vns, bn, bc (Anvers, 1661)
- Missæ et motetta nec non quatuor antiphonæ B. Nec et non motetta Missæ quartet Antiphonae B. Mariæ Virginis, à trois et quatre voix, deux vns, bc (Anvers, 1668)
- Credo quod redemptor, 1671, B-Bc (inc.)

### Sources et références
- (nl) Rudolf A. Rasch, De cantiones natalitiæ en het kerkelijk muziekleven in de zuidelijke Nederlanden gedurende de zeventiende eeuw, Utrecht, 1985.
- (de) Wilhelm Schepping, « Die Wettener Liederhandschrift und ihre Beziehungen zu den niederlandischen Cantiones Natalitiae des 17. Jahrhunderts », Tijdschrift van de Vereniging voor Nederlandse Muziekgeschiedenis [Revue de l'Association pour l'histoire de la musique des Pays-Bas] (réd. Rudolf Rasch), D. 29e, Ier, 1979, p. 62-68.
- (fr) Edmond Vander Straeten, « La Musique aux Pays-Bas avant le XIXe siècle.  Documents inédits et annotés », Messager des sciences historiques ou Archives des arts et de la bibliographie de Belgique,  Gand, Imprimerie et lithographie Léonard Hebbelynck, 1865, p. 443-444.
- (fr) Edmond Vander Straeten, La Musique aux Pays-Bas avant le XIXe siècle : Documents inédits et annotés.  Compositeurs, virtuoses, théoriciens, luthiers ; opéras, motets, airs nationaux, académies, maîtrises, livres, portraits, etc., tome premier, Bruxelles, C. Muquardt, 1867. p. 211-212.
- (en) Henri Vanhulst, « Verlit [Verlith], Gaspar de », The New Grove Dictionary of Music and Musicians (réd. Stanley Sadie et John Tyrrell), vol. 25, Grove's Dictionaries, Londres, 2001.